# Marion Rolland
Marion Rolland, francoska alpska smučarka, * 17. oktober 1982, Saint-Martin-d'Hères, Francija.
Svoj največji uspeh kariere je dosegla na Svetovnem prvenstvu 2013 z osvojitvijo naslova svetovne prvakinje  v smuku. V svetovnem pokalu je tekmovala devet sezon med letoma 2004 in 2013. Osvojila je dve uvrstitvi na stopničke, drugo mesto na smuku in tretje na superveleslalomu v Schladmingu 14. in 15. marca 2012. 